# Dodge Aries
El Dodge Aries, junto con su gemelo, el Plymouth Reliant se introdujeron para el año modelo 1981 como los primeros «K-cars» fabricados y comercializados por la Chrysler Corporation. Sustituyó al Dodge Aspen / Plymouth Volaré y aunque similar en tamaño total a un coche compacto con tracción delantera, el volumen interior del Aries/Reliant y los asientos para seis pasajeros le valió una designación de tamaño medio por EPA. Era más grande en volumen interior que el Ford Tempo o Chevrolet Cavalier que la EPA los clasificaba como compactos, o el Honda Accord que era un subcompacto en 1985. Ford y Chrysler comparan sus coches de la plataforma K con el Ford Fairmont y Ford Tempo. El Aries estuvo en la revista Motor Trend nominado para el Coche del Año para 1981 y se vendieron casi un millón de unidades en una sola generación.

## Popularidad
El dúo Aries / Reliant fue uno de los productos de mayor éxito de Chrysler. Se fabricaron en la plataforma K de Chrysler, que los medios de comunicación se refieren como la única esperanza para salvar de la quiebra a Chrysler. Este coche estimularía a Chrysler y muchos otros fabricantes de automóviles a adoptar la tracción delantera en muchos de sus futuros modelos. También plantearon el estándar de calidad para fabricantes americanos en general. El Aries y Reliant se vendieron fuertemente y tuvieron un papel decisivo en la recuperación financiera de Chrysler. Los trabajos de ingeniería en los K-cars comenzaron en 1976 después que el exejecutivo de Ford, Hal Sperlich comenzó a trabajar en Chrysler después de haber sido despedido por Ford.

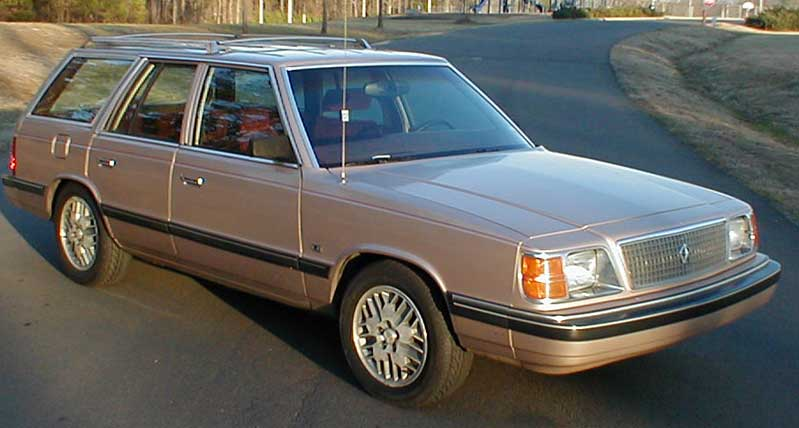
Plymouth Reliant vagoneta (1988)
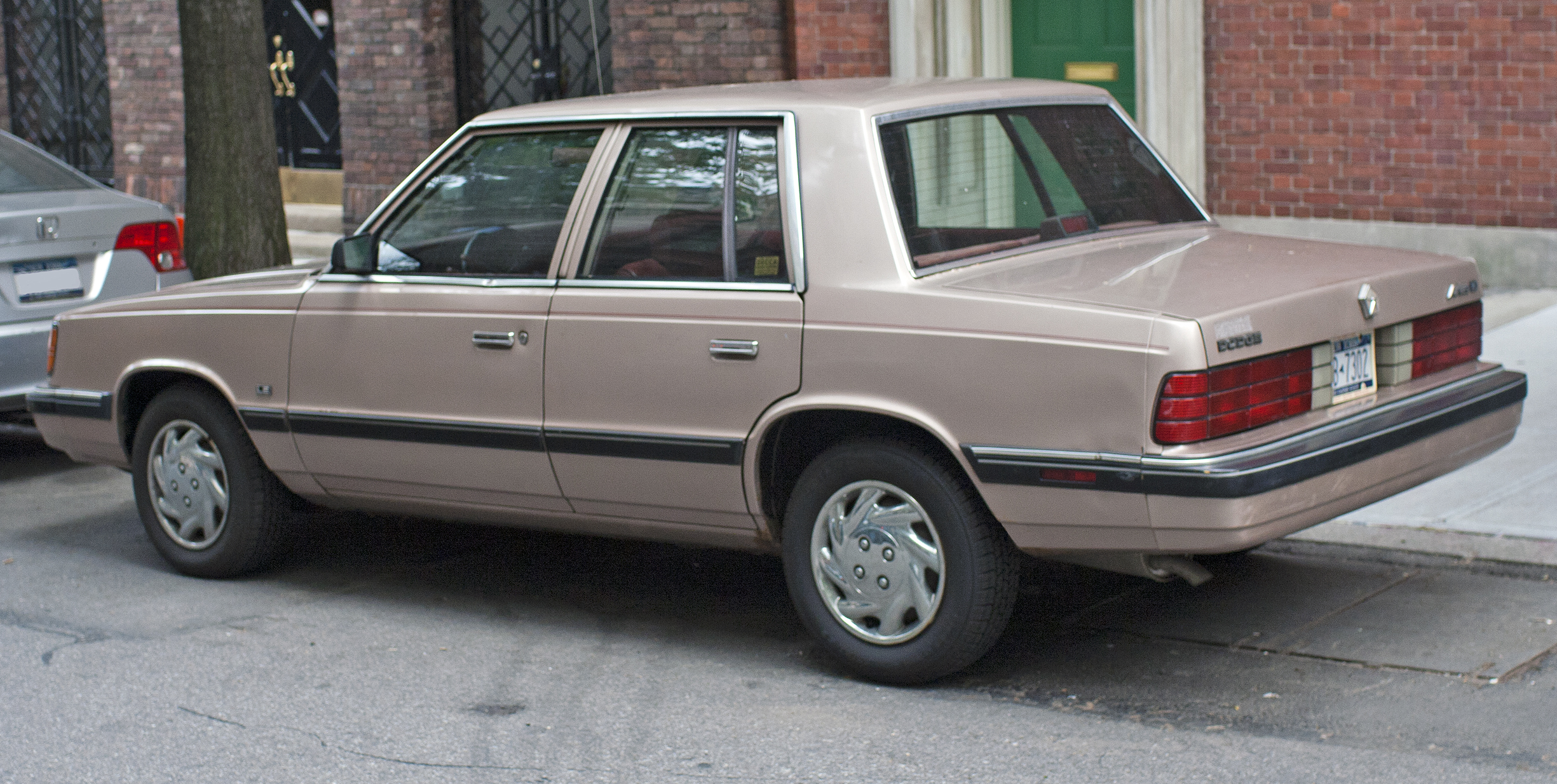
Dodge Aries sedán 4 puertas  (1988)